# Waumandee (Wisconsin)
Waumandee – jednostka osadnicza w Stanach Zjednoczonych, w stanie Wisconsin, w hrabstwie Buffalo.